# Anne Brandon
Anne Brandon, född 1507, död 1558, var en engelsk hovdam.
Hon var dotter till Charles Brandon, 1:e hertig av Suffolk och Anne Browne. Genom sin fars omgifte med Maria Tudor (drottning av Frankrike) 1514 blev hon systerdotter till kung Henrik VIII av England. Hon gifte sig 1525 med Edward Grey, 3rd Baron Grey of Powys.
Hon lämnade sin make 1537 sedan han varit otrogen, och levde sedan själv öppet med sin älskare Randal Haworth. Detta väckte en enorm skandal i samtiden och hennes make stämde henne 1540 inför kungen för äktenskapsbrott. Kungen vägrade dock att lägga sig i saken.  